# Hermann Brassert
Hermann Friedrich Wilhelm Brassert (* 26. Mai 1820 in Dortmund; † 16. März 1901 in Bonn) war ein preußischer Jurist und Berghauptmann. Er erarbeitete das preußische Berggesetz von 1865 und war Herausgeber der Zeitschrift für Bergrecht.

## Leben
Hermann Brassert wurde am 26. Mai 1820 in Dortmund als Sohn des Berghauptmanns Johann Gustav Brassert und seiner Frau Henriette Brassert, geb. Kortmann geboren und evangelisch getauft.
Der Vater Johann Gustav, geboren am 19. September 1790 in Breslau, entstammte einer alten, wohl ursprünglich sächsischen, aber seit Generationen in Schlesien lebenden Beamtenfamilie. Er studierte in Freiberg, arbeitete beim Oberbergamt Breslau, nahm an den Befreiungskriegen teil und kehrte dann nach Breslau zurück. 1817 wurde er zum Oberbergamtsassessor und Technischem Mitglied des Oberbergamts Dortmund berufen, 1822 zum Oberbergrat und 1846 zum Geheimen Bergrat ernannt. 1851 übernahm er als Berghauptmann die Leitung des Oberbergamts Halle und trat sechs Jahre später in den Ruhestand. Er starb am 16. August in Halle (Saale). Gemeinsam mit seiner Frau hatte er zehn Kinder, von denen Hermann das älteste war. Seine Geschwister waren unter anderem Wilhelm (* 8. Januar 1922), Gustav und Alexander.
Hermann Brassert bestand Ostern 1841 gemeinsam mit seinem Bruder Wilhelm das Abitur am Stadtgymnasium und studierte zusammen mit diesem anschließend in Berlin, Heidelberg und Bonn bis 1844 Rechts- und Staatswissenschaften. Auch die Referendarzeit verbrachten sie gemeinsam in Dortmund und Hamm. Während seines Studiums wurde er 1843 Mitglied der Burschenschaft Fridericia Bonn. 1848 bestand Hermann Brassert das Assessorexamen und arbeitete zunächst unter anderem beim Kreisgericht Dortmund, beim Appellationsgericht Hamm und beim Berggericht Essen. 1849 übernahm er die Stelle als kommissarischer Bergrichter und Justitiar seines Bruders Wilhelm beim Bergamt Siegen bzw. Berggericht Siegen, wurde dort am 4. Juli 1850 zum Stellvertreter des Bergdirektors Otto Ludwig Krug von Nidda ernannt, der ihn förderte und unterstützte, und am 24. Juli 1850 zum Bergrat ernannt.
Im selben Jahr heiratete er Anna Sophie Elisabeth Wilmanns, Tochter des Dortmunder Kreisgerichtsdirektors, die er schon seit der Schulzeit kannte. Das Paar hatte zwei Töchter: Helene (1851–1926) und Emmy (1858–1910). Am 1. April 1855 wurde Brassert zum Oberbergrat ernannt und an das Oberbergamt Bonn versetzt. Am 24. Juni 1864 wurde er zum Geheimen Bergrat und Vortragenden Rat im Handelsministerium ernannt, im Dezember desselben Jahres zum Berghauptmann und Direktor des Oberbergamts Bonn, womit erstmals ein Jurist die Leitung eines preußischen Oberbergamts übernahm.

## Leistungen
Hermann Brassert entwickelte eine starke wissenschaftliche Tätigkeit und veröffentlichte 1858 die Sammlung „Berg-Ordnungen der Preussischen Lande“, die ihm den Ruf als besten Kenner des preußischen Bergrechts einbrachte. 1860 gründete er mit Heinrich von Achenbach die Zeitschrift für Bergrecht, die zum führenden Fachblatt des deutschsprachigen Raumes wurde und auch international anerkannt war. Ein Jahr später veröffentlichte er ein weiteres grundlegendes Werk über das Bergrecht des Allgemeinen Preußischen Landrechts.
Im Jahre 1861 wurde er mit der Erarbeitung eines Gesetzentwurfs beauftragt, dessen Ziel es war, diese Einzelgesetze durch ein Berggesetz für ganz Preußen zu ersetzen. Dieses Vorhaben hatte schon seit Mentor Krug von Nidda befürwortet. Am 24. Juni 1865 trat das Allgemeine Berggesetz für die Preußischen Staaten in Kraft, das auf Brasserts Entwürfen beruhte. Dieses Gesetz schuf das liberalste Bergrecht in ganz Europa, diente als Vorbild der Berggesetze vieler Staaten, wurde vielfach novelliert und erst 1980 durch das Bundesberggesetz abgelöst. 1866 wurde er mit der Einführung des preußischen Bergrechts in und der Eingliederung in die preußische Bergverwaltung der neuen Provinz Hessen-Nassau beauftragt, 1869 übernahm er auch die Bergverwaltung für Waldeck. Er wirkte am Bayerischen Berggesetz von 1869 und am Württembergischen Berggesetz von 1874 mit. Das am 16. Dezember 1873 erlassene Berggesetz für Elsaß-Lothringen, dessen Oberbergamt er von 1871 bis 1874 leitete, war in großen Teilen ebenfalls Brasserts Werk.
1878 wurde er als Nachfolger von Krug von Nidda zum Oberberghauptmann nach Berlin berufen, lehnte diesen Ruf jedoch aus persönlichen Gründen ab, da er seiner kranken Frau den Umzug ersparen wollte und blieb stattdessen in Bonn. Dort war er von 1871 bis 1901 Stadtverordneter und lange im Presbyterium der Gemeinde. Am 1. Oktober 1892 trat Hermann Brassert in den Ruhestand, setzte seine wissenschaftliche Tätigkeit jedoch fort. 
Er starb am 16. März 1901 an einer Lungen- oder Rippenfellentzündung und wurde drei Tage später auf dem Alter Friedhof Bonn beigesetzt, wo sich sein Grab mit dem kriegsbeschädigten Grabstein noch heute befindet.

## Auszeichnungen und Würdigungen

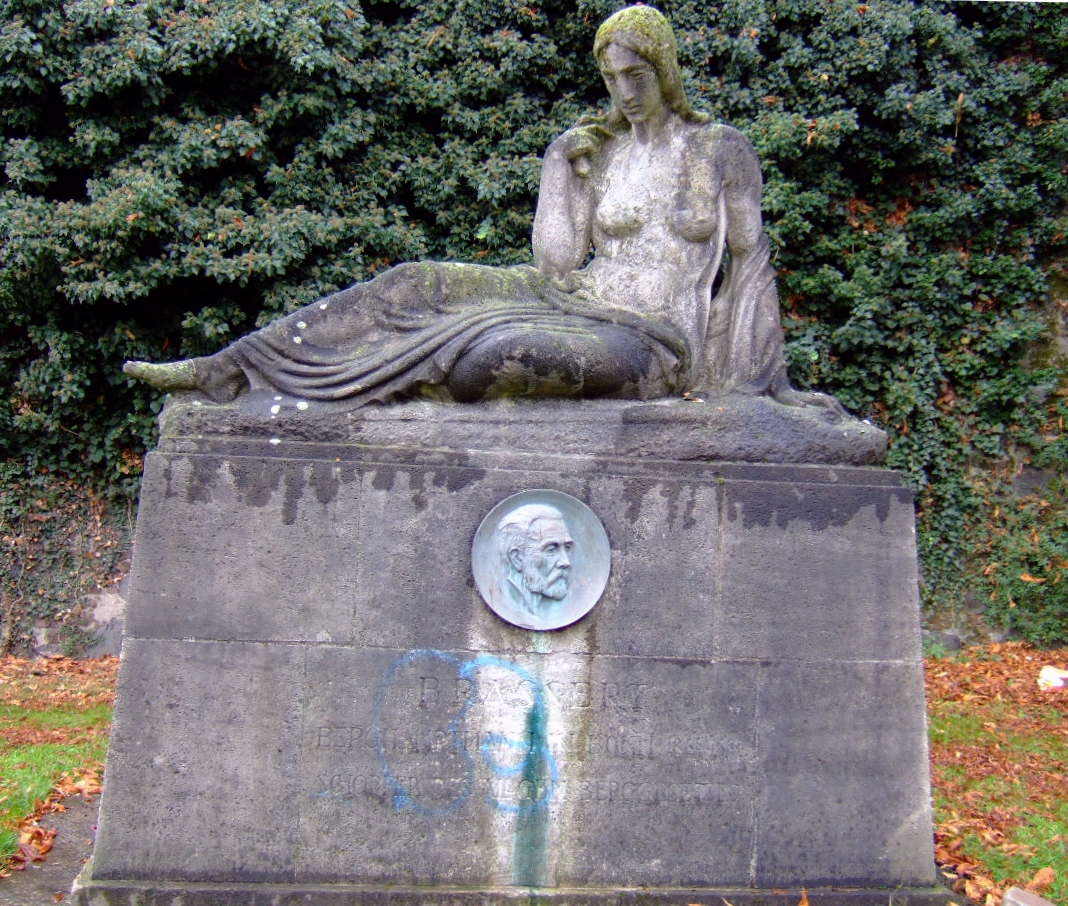
Brassert-Denkmal am Rheinufer in Bonn

- 1858: Roter Adlerorden 4. Klasse
- 1865: Roter Adlerorden 3. Klasse mit Schleife
- 1865: Ehrendoktorwürde der Juristischen Fakultät der Universität Bonn
- 1875: Roter Adlerorden 2. Klasse mit Eichenlaub
- 1889: Ernennung zum Wirklichen Geheimen Oberbergrat
- 1892: Roter Adlerorden mit Stern
- 1892: Zum Abschied wurde ihm von den Beamten des Oberbergamts Bonn ein prächtiger Tafelaufsatz überreicht, der sich heute in der Schatzkammer des Deutschen Bergbau-Museums in Bochum befindet.[2]
- 1900: Ernennung zum Wirklichen Geheimen Rat mit dem Titel Exzellenz

Hermann Brassert war Mitglied der Gesellschaft Deutscher Naturforscher und Ärzte. Der Verein für die bergbaulichen Interessen im Oberbergamtsbezirk Dortmund ernannte Brassert zum Ehrenmitglied, 1921 errichteten ihm die Bergbaulichen Vereine Preußens nahe seiner einstigen Wirkungsstätte in Bonn ein Denkmal, das von Hubert Netzer geschaffen wurde. 
Die daran vorbeiführende Straße erhielt den Namen Brassertufer. In den rheinischen Bergorten wurden weitere Straßen nach ihm benannt. In Marl (Kreis Recklinghausen) trug zunächst die Zeche Brassert und bis heute der ganze Stadtteil Brassert und dessen Hauptstraße seinen Namen.
Brassert blieb zeitlebens ein bescheidener Mensch und lehnte ihm angebotene Posten in Aufsichtsräten strikt ab, da dadurch seine Unabhängigkeit beeinflusst würde.

## Schriften
- als Herausgeber: Berg-Ordnungen der Preussischen Lande. Sammlung der in Preussen gültigen Berg-Ordnungen, nebst Ergänzungen, Erläuterungen und Ober-Tribunals-Entscheidungen. Eisen, Köln 1858, Digitalisat.
- Das Bergrecht des Allgemeinen Preußischen Landrechts in seinen Materialien nach amtlichen Quellen. Marcus, Bonn 1861, Digitalisat.
- Allgemeines Berggesetz für die Preußischen Staaten vom 24. Juni 1865. Mit Einführungsgesetzen und Kommentar. Marcus, Bonn 1888.